# Pierre d'Outreman

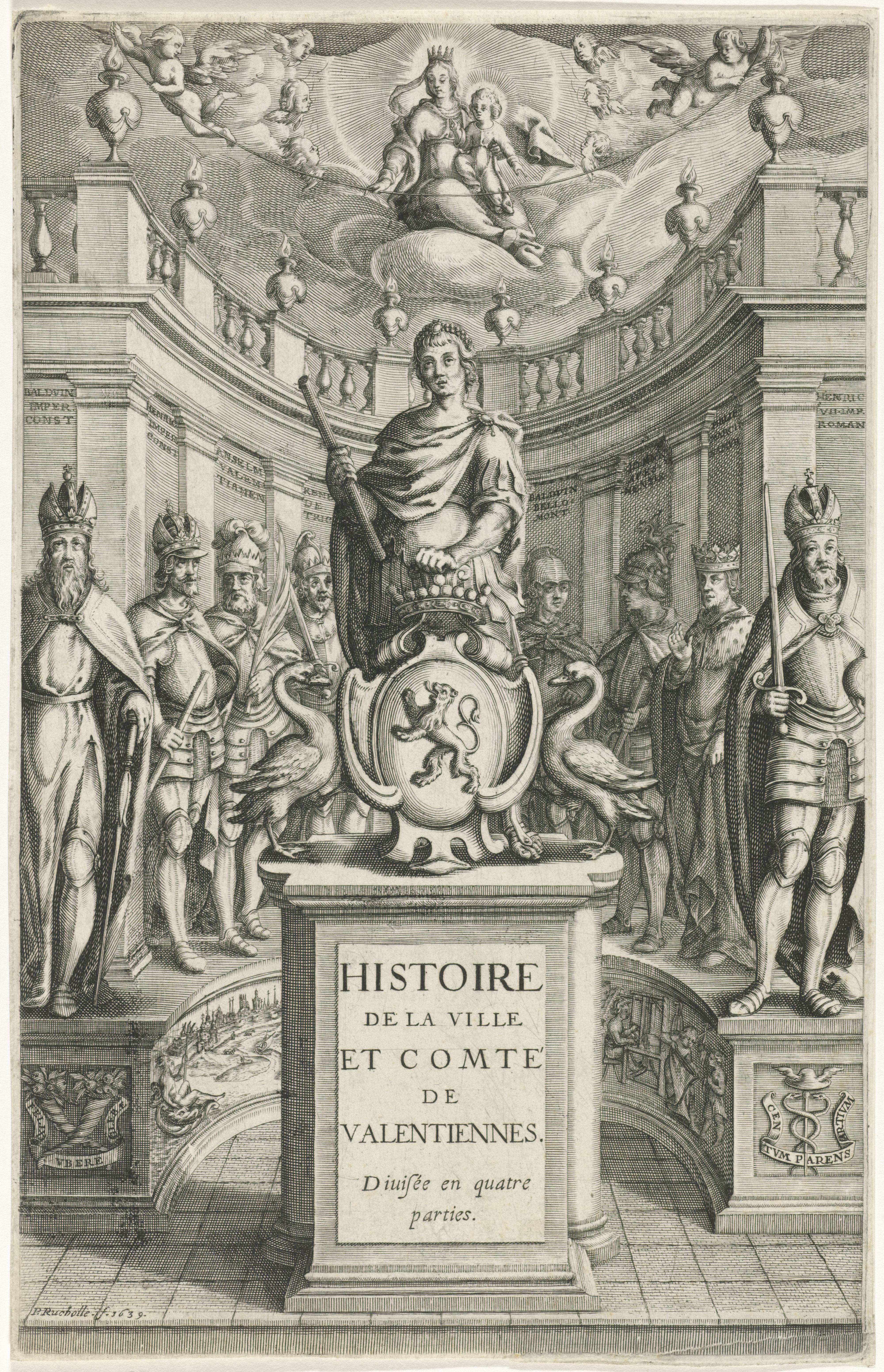
Titelpagina van de geschiedenis van Valencijn door Henri d'Outreman, postuum uitgegeven door zijn zoon Pierre (Rijksmuseum Amsterdam)

Pierre d'Outreman (ook: d'Oultreman of d'Oultremann) (Valencijn, 8 januari 1591 - aldaar, 23 april 1657) was een jezuïet uit de Habsburgse Nederlanden.
Pierre d'Outreman was de zoon van Henri, heer van Rombies en lid van de stadsmagistraat van Valencijn, en de broer van Philippe, die eveneens lid was van de Jezuïetenorde.
In 1611 werd Pierre d'Outreman toegelaten als novice in Doornik. In 1622 werd hij tot priester gewijd. Naast zijn werk als prediker, schreef en vertaalde Outreman verschillende religieuze werken. Zijn boeken werden gedrukt in Dowaai, Valencijn, Doornik en Rijsel. Hij legde zich daarbij vooral toe op hagiografie en zijn geboortestad Valencijn. In 1639 verzorgde hij de een postume uitgave van de stadsgeschiedenis van Valencijn door zijn vader Henri (overleden in 1605), die hij zelf verder aanvulde.

## Werken
- Pedro Rodrigues, La vie miraculeuse du P. Joseph Anchieta (Dowaai: Marc Wyon, 1619). Vertaling uit het Latijn.
- Jean Montpellier, Tableaux des personnages signalés de la Compagnie de Jesus (Dowaai: Balthazar Bellère, 1623). Editie verzorgd door Pierre d'Outreman. Google Books
- La vie du venerable Pierre l'Hermite (Valencijn: Jan Vervliet, 1632).
- Henri d'Outreman, Histoire de la ville et comté de Valentiennes ... illustrée, et augmentée par le R. P. Pierre d'Outreman (Dowaai: Marc Wyon, 1639). Google Books
- Luis Sidereo, Le bouquet de myrrhe ou diverses considerations sur les plaies de Jesus-Christ (Dowaai: Jean Serrurier, 1640). Vertaling uit het Italiaans.
- Juan Eusebio Nieremberg, Chemin royal pour arriver bientost a la perfection ... avec la Vie du Venerable Pere P. Pierre Canisius (Dowaai: Jean Serrurier, 1642). Vertaling uit het Spaans. Google Books
- Constantinopolis Belgica, sive de rebus gestis a Balduino et Henrico impp. Constantinopolitanis ortu Valentianensibus Belgis (Tournai: Adrien Quinqué, 1643). Google Books
- Amor increatus in creaturas effusus sive amori Dei erga homines (Rijsel: Nicolas & Ignace de Rache, 1652). Google Books
- La cour saincte de la glorieuse Vierge Marie a Valentiennes (Valencijn: Jean Boucher, 1653).